# Noah Gregor
Noah Gregor (* 28. Juli 1998 in Beaumont, Alberta) ist ein kanadischer Eishockeyspieler, der seit März 2025 wieder bei den San Jose Sharks aus der National Hockey League (NHL) unter Vertrag steht und dort auf der Position des Centers spielt. Zuvor war Gregor bereits vier Spielzeiten bei den Sharks sowie je ein Jahr für die Toronto Maple Leafs und die Ottawa Senators in der NHL aktiv.

## Karriere

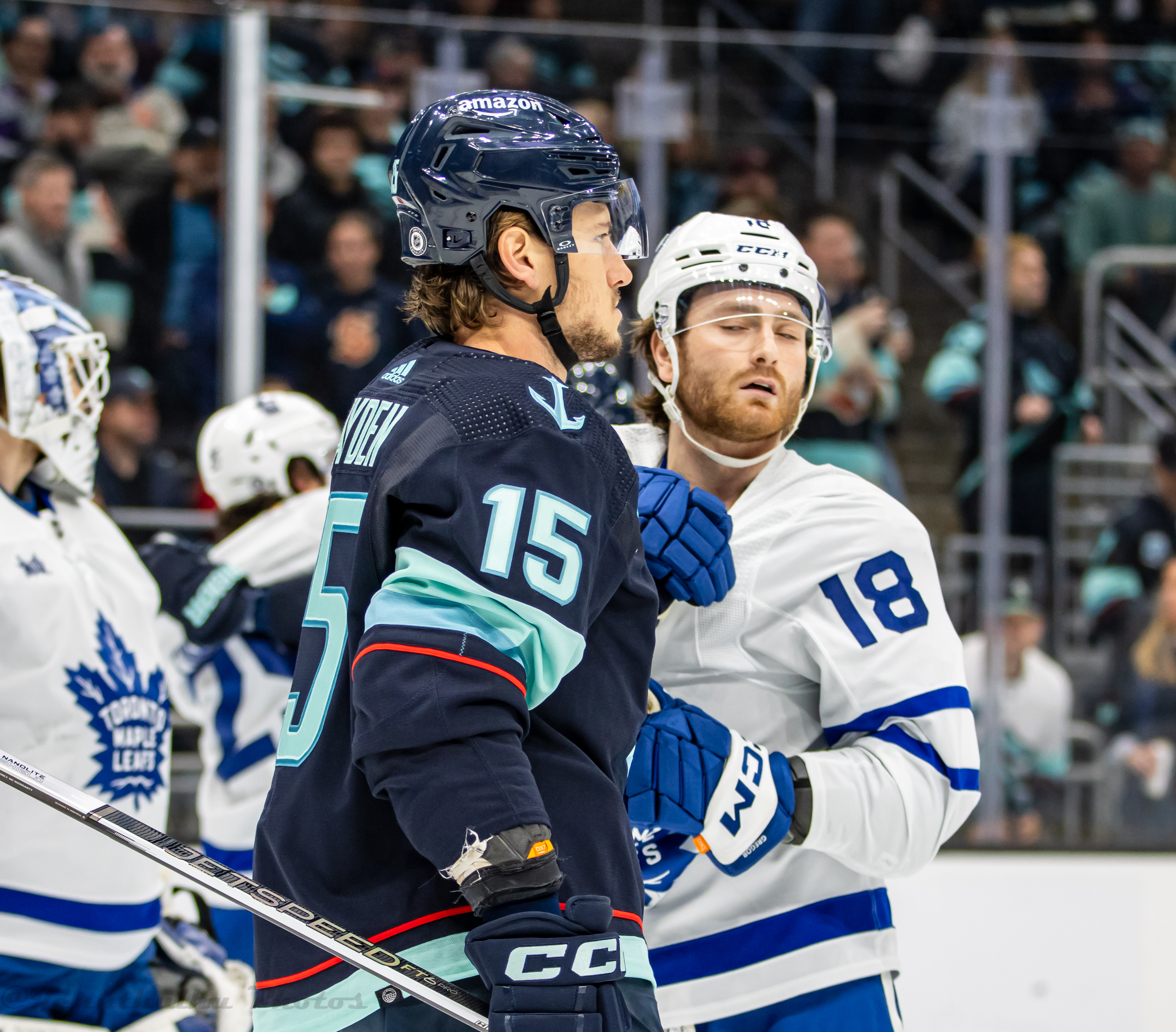
Gregor (rechts) im Trikot der Toronto Maple Leafs (2024)

Gregor verbrachte seine Jugendzeit zunächst bis 2014 bei den Leduc Oil Kings in den Juniorenligen seiner Heimatprovinz Alberta. Im Bantam Draft der Western Hockey League (WHL) wurde der Stürmer im Jahr 2013 von den Victoria Royals ausgewählt. Diese transferierten ihn im Januar 2014 jedoch mit einigen Draft-Wahlrechten im Tausch für Travis Brown zum Ligakonkurrenten Moose Jaw Warriors. Dort debütierte Gregor in der Saison 2014/15. Aufgrund einer Verletzung absolvierte er nur zehn Spiele, in denen er allerdings sechs Scorerpunkte sammelte. In der folgenden Spielzeit war der Angreifer wieder genesen und erreichte 82 Scorerpunkte in ebenso vielen Spielen, was schließlich dazu führte, dass er im NHL Entry Draft 2016 in der vierten Runde an 111. Stelle von den San Jose Sharks aus der National Hockey League (NHL) ausgewählt wurde. Gregor blieb noch weitere eineinhalb Spielzeiten in Moose Jaw, ehe er im Dezember 2017 erneut transferiert wurde und er somit zurück zu den Victoria Royals gelangte.
Für die Royals absolvierte der Offensivspieler aber bis zum Ende der Spielzeit 2017/18 inklusive der Playoffs nur 41 Spiele, da sich Vicoria im Juli 2018 in einem Transfergeschäft wieder von ihm trennte. Gregor wechselte in die Organisation der Prince Albert Raiders. Zwischenzeitlich hatte er im April desselben Jahres auch einen NHL-Einstiegsvertrag bei den San Jose Sharks unterschrieben, der ihn zum Saisonende zu seinem Profidebüt bei Sharks-Farmteam San Jose Barracuda in der American Hockey League (AHL) verhalf. Die Saison 2018/19 absolvierte der Kanadier komplett bei den Prince Albert Raiders. Diese führte er gemeinsam mit Brett Leason als Topfavorit in die Playoffs um den Ed Chynoweth Cup, den er zum Abschluss seiner Juniorenkarriere gewann. Zum Spieljahr 2019/20 wechselte Gregor in den Profibereich und kam im Saisonverlauf für die San Jose Sharks in der NHL als auch die San Jose Barracuda in der AHL zum Einsatz. Im Verlauf der Saison 2021/22 schaffte der Stürmer den Sprung zum NHL-Stammspieler.
Nach der Saison 2022/23 wurde sein auslaufender Vertrag nicht verlängert, sodass er sich als Free Agent auf der Suche nach einem neuen Arbeitgeber befand. Diesen fand der Stürmer im Oktober 2023 in den Toronto Maple Leafs. Ebenfalls als Free Agent wechselte er in der Folge im Juli 2024 zu den Ottawa Senators. Von dort gelangte er im März 2025 zurück zu den San Jose Sharks, die zudem Zack Ostapchuk und ein Zweitrunden-Wahlrecht im NHL Entry Draft 2025 erhielten. Im Gegenzug wechselten Fabian Zetterlund, Tristen Robins sowie ein Viertrunden-Wahlrecht im gleichen Draft nach Ottawa.

### International
Mit der kanadischen U18-Nationalmannschaft nahm Gregor an der U18-Junioren-Weltmeisterschaft 2016 im US-amerikanischen Grand Forks teil. Dabei belegte er mit der Mannschaft nach Niederlagen im Halbfinale und im Spiel um den dritten Platz auf dem vierten Rang im Endklassement. In fünf Turnierspielen verbuchte der Mittelstürmer zwei Torvorlagen. Mit der kanadischen A-Nationalmannschaft gewann Gregor bei der Weltmeisterschaft 2022 in Finnland die Silbermedaille.

## Erfolge und Auszeichnungen
- 2016 Teilnahme am CHL Top Prospects Game
- 2019 Ed-Chynoweth-Cup-Gewinn mit den Prince Albert Raiders
- 2022 Silbermedaille bei der Weltmeisterschaft

## Karrierestatistik
Stand: Ende der Saison 2024/25

### International
Vertrat Kanada bei:
- U18-Junioren-Weltmeisterschaft 2016
- Weltmeisterschaft 2022

(Legende zur Spielerstatistik: Sp oder GP = absolvierte Spiele; T oder G = erzielte Tore; V oder A = erzielte Assists; Pkt oder Pts = erzielte Scorerpunkte; SM oder PIM = erhaltene Strafminuten; +/− = Plus/Minus-Bilanz; PP = erzielte Überzahltore; SH = erzielte Unterzahltore; GW = erzielte Siegtore; 1 Play-downs/Relegation; Kursiv: Statistik nicht vollständig)